# Mouna Wasef
Pour les articles homonymes, voir Wassef.
Mouna Wasef (ou Mona Wassef), née le 1er février 1942 à Damas, est une actrice syrienne de théâtre, de cinéma et de télévision, d'origine kurde.

## Filmographie
- 1972 : Mi'at Wajeh Li Yawm Wahed
- 1972 : Al-Alam Sanat 2000
- 1973 : Souvenirs d'une nuit d'amour
- 1973 : Wajh Al Akhar Lil Hub
- 1974 : Al-mughamara (ar)

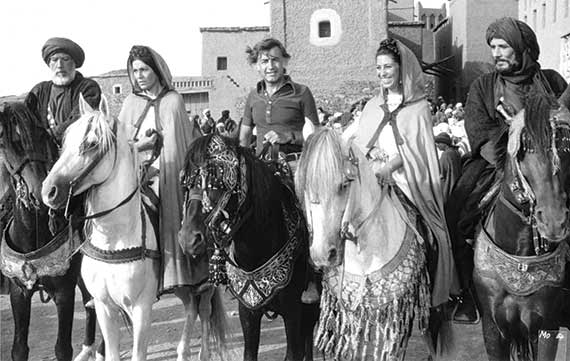
Mona Wassef (2e à droite) dans Le Message (1976), avec Anthony Quinn et Irène Papas.

- 1974 : El Yazerli de Kaïss Al Zoubeidi
- 1976 : Le Message (Al-risâlah) de Moustapha Akkad : Hind
- 1977 : Al-abtal yooladoon marratayn
- 1978 : Al Urjouha (court métrage)
- 1980 : Bikaya suar
- 1982 : Katl an tariq al-tasalsol
- 1985 : Al-shams fi youm ghaim
- 1990 : Al-tahaleb
- 2003 : Just Get Married! : Ramzis Mutter  (court-métrage)
- 2006 : Dhilal al sammt
- 2007 : Shaghaf (court-métrage)
- 2008 : Menahi (en) : la mère de Menahi
- 2009 : Bab el hara (saison4) Oum jossef (la mére de jossef)
- 2010 : Bab el hara (saison5) Oum jossef